# Jinfengopteryx
 Jinfengopteryx  ist eine Gattung von gefiederten theropoden Dinosauriern aus der Unterkreide der Volksrepublik China.
Innerhalb der Theropoden wird Jinfengopteryx zu den Troodontiden gestellt und erreichte eine Länge von etwa 55 Zentimetern. Bisher ist lediglich die Typusart J. elegans bekannt, die im Jahr 2005 wissenschaftlich beschrieben wurde.
Der Gattungsname setzt sich zusammen aus „Jinfeng“, „goldener Phoenix“ (die Königin der Vögel in der chinesischen  Folklore) und dem altgriechischen Wort πτέρυξ/pteryx für „Flügel“.

## Fossilbericht und Alter

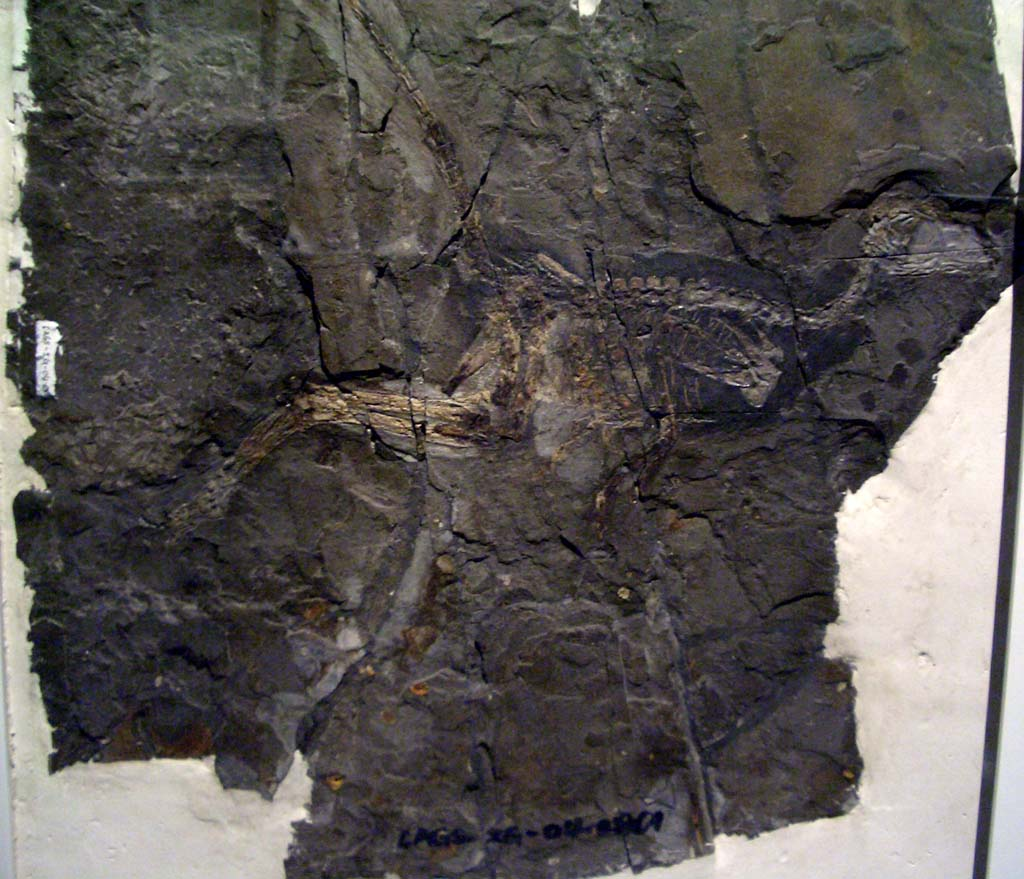
Der Holotypus von Jinfengopteryx elegans, ausgestellt im Hong Kong Science Museum

Jinfengopteryx ist durch ein einziges, fast vollständiges Skelett aus der Provinz Hebei bekannt (Katalognummer CAGS-IG-04-0801), das sich im anatomischen Verbund befindet und Abdrücke von Konturfedern zeigt. Es zeigt jedoch keine langen Konturfedern an den Hinterbeinen, wie sie bei verwandten Dinosauriern wie etwa Pedopenna entdeckt wurden. Ebenfalls erhalten sind einzelne kleine, ovale Strukturen mit einer rötlich-gelben Farbe. Möglicherweise handelt es sich dabei um Überreste von Eiern oder um Samen, welche der Dinosaurier verzehrt hatte.
Stratigraphisch stammen die Fossilien aus der noch nicht datierten Qiaotou-Formation, weshalb ihr genaues Alter nicht bekannt ist. Diese Formation liegt jedoch unter der gutbekannten  Yixian-Formation, welche in die Unterkreide datiert; somit lebte Jinfengopteryx wahrscheinlich während der mittleren Unterkreide (Hauterivium).

## Systematik

Größenvergleich zwischen Jinfengopteryx und Mensch

Die Autoren der wissenschaftlichen Erstbeschreibung halten Jinfengopteryx für den basalsten (urtümlichsten) Vertreter der Vögel (Avialae) und darüber hinaus für ein Mitglied der Familie Archaeopterygidae.
Im Jahr 2007 veröffentlichten sie weitere Vergleiche zwischen  Jinfengopteryx und Archaeopteryx und hielten an der Einordnung als Archaeopterygide fest, boten aber keine  phylogenetischen Analysen, die eine solche Zuordnung unterstützen könnten. Luis Chiappe machte darauf aufmerksam, dass Jinfengopteryx weitaus mehr Gemeinsamkeiten mit den Troodontiden als mit Archaeopteryx aufwies – beispielsweise war an der zweiten Zehe des Jinfengopteryx deutlich eine verlängerte, sichelähnliche Klaue zu erkennen, was ein charakteristisches Merkmal der Deinonychosauria ist. Auch zahlreiche andere Wissenschaftler vermuteten eine Zugehörigkeit zu den Troodontiden, wie die Paläontologen Xu and Norell (2006), die Ähnlichkeiten im Körperbau und in den Zähnen sahen. In einer Veröffentlichung von 2007, welche die Verwandtschaftsbeziehungen zwischen Dromaeosauriden, Troodontiden und frühen Vögeln analysierte, beschrieben Turner und seine Mitarbeiter Jinfengopteryx als einen Troodontiden und als das erste Mitglied dieses Taxons, bei dem eine Befiederung nachgewiesen werden konnte.